# Saint-Clément (Aisne)
Saint-Clément è un comune francese di 53 abitanti situato nel dipartimento dell'Aisne della regione dell'Alta Francia.

## Società

### Evoluzione demografica
Abitanti censiti